# Leistungsdichte
Die Leistungsdichte (oder auch der Leistungsdichten-Quotient) bezeichnet in der Physik die Verteilung von enthaltener oder abgebbarer Leistung {\displaystyle P} auf eine bestimmte Größe {\displaystyle X} und hat folglich immer die Gestalt
{\displaystyle {\frac {\mathrm {d} P}{\mathrm {d} X}}}
Als Leistungsdichte werden je nach Anwendungsfall verschiedene physikalische Größen bezeichnet:
- Flächenleistungsdichten: Bei Transport- und Flussvorgängen werden flächenbezogene Leistungsgrößen mit der Einheit W/m2 verwendet. Hierzu zählen als allgemeine Größe die Intensität I, als spezielle Größen elektromagnetische Leistungsdichte S bzw. Poynting-Vektor {\displaystyle {\vec {S}}}, Bestrahlungsstärke E, spezifische Ausstrahlung M, Wärmestromdichte q, Energieflussdichte ψ und Schallintensität I.
- Volumenleistungsdichte: Wird die Leistung auf das Volumen bezogen, in dem sie umgesetzt wird, hat die Größe die Dimension W/m3 und kann auch als volumenbezogene Leistung φ oder volumetrische Leistungsdichte bezeichnet werden. Diese Größe ist besonders bei technischen Energiewandlern (insoweit auch bei Energiespeichern, dort neben der Energiedichte) von Interesse, z. B. bei Dampferzeugern, Reaktoren oder Batterien.
- Massenleistungsdichte: Die Leistung kann, ebenfalls insbesondere zur Charakterisierung von Energiewandlern und -speichern, auch auf deren Masse bezogen, die Leistungsdichte also in W/kg angegeben werden. Spezielle Bezeichnungen lauten spezifische Leistung oder gravimetrische Leistungsdichte. Diese Größe ist besonders für Fahrzeuge und mobile Geräte relevant und spielt neuerdings etwa bei der Elektromobilität eine wesentliche Rolle. Radionuklidbatterien erzielen trotz im Allgemeinen schlechter Wirkungsgrade (einige Prozent bis 15 %) hohe Leistungsdichten, da „Brennstoffe“ wie 238PuO2 oder 90SrTiO3 Werte von 0,57 Wth/g (Plutonium)[1] oder 0,46 Wth/g (Strontium-Titanat)[2] erreichen. Trotz der hohen Kosten finden diese Materialien Einsatz in der Weltraumtechnik und bei anderen Anwendungen, bei denen geringes Gewicht wesentlich ist.
- Spektrale Leistungsdichte: Bei Schwingungsvorgängen wird häufig die Verteilung der Leistung innerhalb des relevanten Frequenz- oder Wellenlängenbereiches betrachtet. Hierzu dient z. B. in der Nachrichtentechnik die spektrale Leistungsdichte Sν oder Sλ, die für alle Frequenzen oder Wellenlängen angegeben ein Leistungsdichtespektrum bildet.

## Strahlungsphysik (Flächenleistungsdichte)

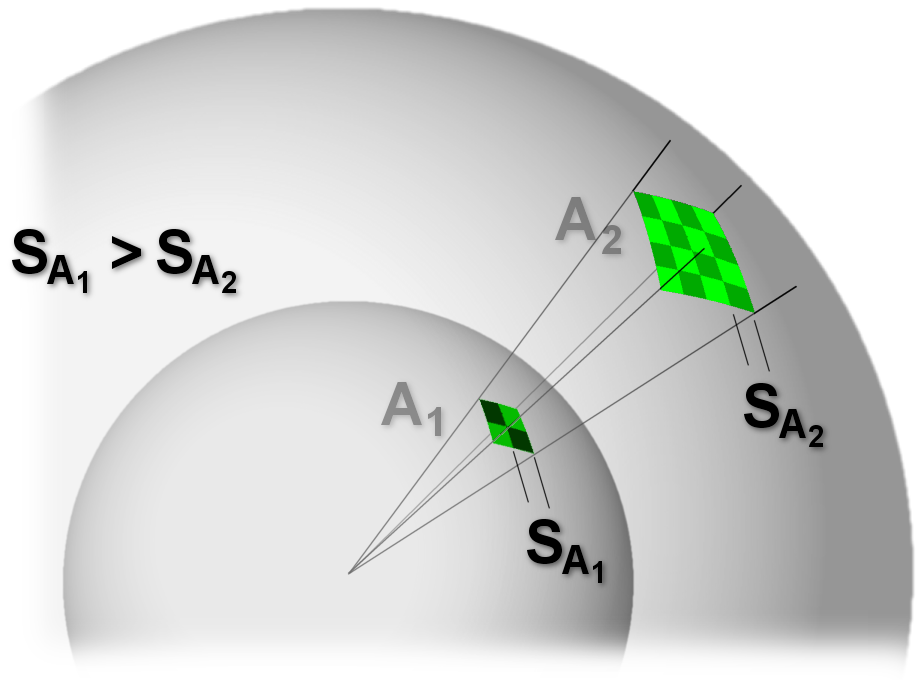
Das Bild beschreibt die mit dem Quadrat des Abstands abnehmenden Leistungsdichte S einer elektromagnetischen Strahlung

Im Bereich der Strahlungsphysik (Wärmestrahlung, Elektromagnetische Wellen) entspricht die Leistungsdichte S dem Betrag des Poynting-Vektors. Bei einer Punktquelle nimmt die Leistungsdichte quadratisch mit der Entfernung ab. Schließlich muss sich die gleiche Leistung mit steigender Entfernung auf eine immer größere Fläche A verteilen. Dies wird auch als Freiraumdämpfung bezeichnet.
Aus der Leistungsdichte der einfallenden Welle und der Antennenwirkfläche lässt sich die der Welle entnommene Leistung ermitteln.

## Energiewandler
In der Kerntechnik stellt die Volumen-Leistungsdichte ein Maß für die in einem Reaktor freigesetzte Wärme pro Volumeneinheit dar. Hier rechnet man meist in der Einheit kW/l (1000 Watt/Liter). Die Einheit kW/kgSchwermetall wird verwendet zur Beschreibung der Brennelementbelastung. Letztgenannte Einheit wird auch spezifische Leistung genannt.
Bei Brennstoffzellen, Akkumulatoren oder auch Kondensatoren bestimmt die Volumen-Leistungsdichte die Größe der Zellen, die Masse-Leistungsdichte (W/kg) das Gewicht. Bei der Elektromobilität spielt diese eine wesentliche Rolle. Ein Ragone-Diagramm setzt sie in Beziehung zur Energiedichte.
In der Solarenergie- und Windenergienutzung wird eine flächenbezogene Leistungsdichte verwendet, hier handelt es sich um die pro Fläche eingestrahlte Strahlungsleistung oder die Leistung des Windes, der durch eine Fläche strömt. Diese Leistungsdichte eines Energieträgers gibt an, wie viel Leistung in Watt pro Flächeneinheit in Quadratmeter umgesetzt wird. Je höher dieser Wert, desto kleiner kann z. B. ein Kraftwerk ausgelegt werden. Geringe Leistungsdichte bedeutet umgekehrt einen höheren Materialaufwand.
| Energiequelle                                                                  | Leistungsdichte in kW pro m2 |
| ------------------------------------------------------------------------------ | ---------------------------- |
| Erdwärme                                                                       | 0,00006                      |
| Gezeitenströmung (Mittel)                                                      | 0,002                        |
| Windströmung (Windgeschwindigkeit 6 m/s, Luftdruck 1000 hPa, Temperatur 20 °C) | 0,128                        |
| Sonnenstrahlung (Solarkonstante)                                               | < 1,37                       |
| Öl (Heizkessel)                                                                | 20 – 30                      |
| Wasserströmung (6 m/s, Dichte 1.000 kg/m³)                                     | 108                          |
| Kohle (im Dampferzeuger-Brennraum eines Kraftwerkes)                           | 500                          |
| Uran (am Brennelement-Hüllrohr)                                                | 650                          |

| Kraftwerk                                     | Leistungsdichte in W pro m² | Kapazitätsfaktor |
| --------------------------------------------- | --------------------------- | ---------------- |
| Kernkraftwerk Bruce                           | 703                         | 87,4 %           |
| Offshore-Windpark alpha ventus                | 94                          | 45–55 %          |
| Solarpark Bhadla                              | 40                          | ~20%             |
| Drei-Schluchten-Talsperre (inklusive Stausee) | 21                          | bis zu 56,8 %    |

## Leistungsdichte bei der Anwendung der erneuerbaren Energien
Die Leistungsdichte bei den erneuerbaren Energien wird meistens auf die Fläche bezogen, da
- der Teil der erneuerbaren Energien, der direkt (Solarthermie, Photovoltaik, Biomasse), indirekt (Wind) oder teilweise (oberflächennahe Geothermie) von der Globalstrahlung der Sonne abhängt, sinnvollerweise auf die Fläche bezogen wird und
- auch bei der tiefen Geothermie ein Bezug auf die Fläche sinnvoll ist, da diese Energie aus dem Erdinneren über die Kugeloberfläche nach außen / oben abgegeben wird.

| System                                                                        | Leistungsdichte in Watt/m² | Bemerkung |
| ----------------------------------------------------------------------------- | -------------------------- | --- |
| Input                                                                         |                            | |
| Solarkonstante                                                                | 1.367                      | Intensität der solaren Strahlung außerhalb der Erdatmosphäre auf der Erdumlaufbahn, bezogen auf eine flache Scheibe mit einer Fläche von 1 m² die senkrecht zur Strahlungsrichtung steht, Quelle der Erneuerbaren                                   |
| Solarkonstante / 4                                                            | 341                        | auf die Querschnittsfläche der Erdkugel eingestrahlte Leistung verteilt auf die viermal größere Kugeloberfläche |
| mittlere Globalstrahlung in Deutschland                                       | 125                        | Berücksichtigung der geographischen Breite und der Abschwächung in der Atmosphäre durch Rückstreuung und Absorption |
| Vergleich                                                                     |                            | |
| Abbau von Kohleflözen mit 30 m Gesamtmächtigkeit über 100 Jahre               | 400                        | gerechnet mit einer Energiedichte der Kohle von 40 GJ/m³ und bezogen auf die Grundfläche des Abbaugebiets |
| Bedarf an Primärenergie in Deutschland bezogen auf die Fläche von Deutschland | 1,2                        | Primärenergiebedarf von Deutschland betrug laut Bundesministerium für Wirtschaft und Technologie im Jahr 2008 13 EJ/Jahr, entspricht 431 GW, bezogen auf die Grundfläche von Deutschland von 357.112 km²                                            |
| Leistungsdichte des mittleren Leistungsbedarfs an Endenergie                  | 0,8                        | Der Endenergiebedarf von Deutschland betrug im Jahr 2008 laut Bundesministerium für Wirtschaft und Technologie 9 EJ/Jahr, entspricht 286 GW, bezogen auf die Grundfläche von Deutschland von 357.112 km²                                            |
| Leistungsdichte des mittleren Leistungsbedarfs an elektrischer Energie        | 0,17                       | Die über das Jahr gemittelte Leistungsaufnahme für Strom von allen Verbrauchern (Industrie, Handel, Gewerbe, Dienstleistung, Haushalte) in Deutschland beträgt im Jahr 2008 laut Bundesministerium für Wirtschaft und Technologie 542 TWh/a = 62 GW |
| Output                                                                        |                            | |
| Stromgewinnung aus der Wasserkraft                                            | 10 – 60                    | z. B. Lac des Dix hat eine Leistungsdichte von ~60 Watt/m², Itaipú 10 Watt/m² |
| Umsetzung der Globalstrahlung in einer Dachflächen-Solarthermieanlage         | 40                         | Siehe auch : „Technische Beschreibung“ im Artikel Solarthermie |
| Umsetzung der Globalstrahlung in einem Parabolrinnenkraftwerk in Spanien      | 21                         | VDI Nachrichten 15-07-2011 Seite 18 „Solarthermische Großkraftwerke: Hoffnungsträger mit Schattenseiten“ |
| Umsetzung der Globalstrahlung in einer Photovoltaikanlage                     | 10 bis 15                  | Der Mittelwert liegt bei ~10 Watt/m² am Netzanschlusspunkt, gute Anlagen erreichen etwa 12 bis 15 Watt/m² |
| Umsetzung der Globalstrahlung in einer Freiflächen-Photovoltaikanlage         | 37                         | 53-MW-Photovoltaik-Kraftwerk in Lieberose / Brandenburg |
| Windpark                                                                      | 0,7 bis 4,5                | Werte für USA und UK. Dabei kann die Fläche unter den Windkraftanlagen für den landwirtschaftlichen Anbau doppelt genutzt werden. Simulationen zufolge bei großflächiger Nutzung maximal 1 W/m².                                                    |
| Biomasse                                                                      | 0,2 bis 0,5                | Für Biogasanlagen werden heute bis zu 50.000 kWh/(ha Jahr) erreicht |
| oberflächennahe Geothermie                                                    | 0,12                       | Eine Mischung des Wärmeentzugs durch die Aufheizung des Bodens durch die Solarstrahlung und der aus dem Erdinneren nachströmenden geothermischen Wärme.                                                                                             |
| tiefe Geothermie                                                              | 0,09                       | guter Wärmestrom außerhalb von vulkanischen Gebieten, in tektonisch geprägten Gebieten mit aufsteigenden heißen Tiefenwässern kann wesentlich mehr erreicht werden.                                                                                 |